# Grzegorz Gajewski
Grzegorz Gajewski (Skierniewice, 19 de juliol de 1985) és un jugador d'escacs polonès que té el títol de Gran Mestre des de 2006. Gajewski és especialment conegut en el món dels escacs pel seu moviment en el gambit 10...d5!? de l'obertura Ruy Lopez que va introduir el juliol del 2007 durant un torneig a Pardubice.
A la llista d'Elo de la FIDE del gener de 2022, hi tenia un Elo de 2589 punts, cosa que en feia el jugador número 7 (en actiu) de Polònia, i el 258è millor jugador al rànquing mundial. El seu màxim Elo va ser de 2659 punts, a la llista de juliol de 2014 (posició 86 al rànquing mundial).

## Resultats destacats en competició
Va ser membre de l'equip polonès a l'Olimpíada d'escacs de 2008 de Dresden on va jugar en el quart escaquer puntuant 6,5 punts de 10 partides.
El 2011 va guanyar l'Obert d'escacs de Cappelle-la-Grande. El 2012 es proclamà guanyador de l'Obert Internacional d'Escacs de Sants, Hostafrancs i Bordeta, per damunt d'Aleksandr Rakhmanov i Emilio Córdova Daza.
El 2015 a Poznań fou campió de Polònia amb 6½ punts de 9, els mateixos punts que Maciej Klekowski però amb millor desempat.
El juliol de 2016 a Varsòvia (Polònia) fou campió del Memorial Miguel Najdorf destacat amb 7½ punts de 9, mig punt per davant de Ilià Smirin.